# System Link
System Link ist eine Art des Multiplayerspiels auf der Xbox und Xbox 360 über ein lokales Rechnernetz. Es kann ein Switch oder ein einfaches RJ45-Kabel genutzt werden, um die Konsolen miteinander zu verbinden. Bei Verwendung der alten Xbox ist ein Crossover-Kabel vonnöten, während die neue Xbox 360 auch eine Verbindung über ein einfaches LAN-Kabel zulässt. Bei dieser Art der Verbindung können nur zwei Systeme zusammen genutzt werden. Unter Verwendung eines Switches können bis zu acht Konsolen verbunden werden, um ein Spiel mit bis zu 32 Spielern auszutragen.
Der Sinn und Zweck von System Links ist es, auch offline mit mehr als vier Spielern zu spielen bzw. den Split-Screen zu umgehen.
System Link kann auch über VPNs stattfinden, was LAN-Partys über das Internet erlaubt.

## Arten der Verbindung
Für System Link auf der Xbox 360 gibt es mehrere Verbindungsmethoden, diese sind hier aufgelistet:
- Methode 1: Verbinden zweier Konsolen mit einem LAN-Kabel
- Methode 2: Verbinden mehrerer Konsolen mit LAN-Kabeln und einen Netzwerk-Hub, -Switch oder -Router
- Methode 3: Verbinden bis zu 8 Konsolen in einem WLAN-Netz (Router/Smartphone)
- Methode 4: Verbinden mehrerer Konsolen mit einem Ad-hoc-Netzwerk

## Xbox-360-Spiele, welche System Link unterstützen
| Titel                                             | Spieler insgesamt | Spieler pro Konsole | Anmerkungen |
| ------------------------------------------------- | ----------------- | ------------------- | --- |
| Age of Booty                                      | 8                 | 4                   | Bots können genutzt werden, um leere Plätze aufzufüllen |
| Armored Core 4                                    | 8                 | 1                   | |
| Armored Core For Answer                           |                   | 1-2                 | 2 Player Split Screen lokal |
| Baja: Edge of Control                             | 16                | 1                   | 4 Player Split Screen lokal |
| Bionic Commando                                   | 8                 | 1                   | |
| Blacksite: Area 51                                | 16                | 1                   | |
| Blazing Angels: Squadrons of WWII                 | 16                | 1                   | |
| Blazing Angels 2: Secret Missions of WWII         | 16                | 1                   | 2-4 Player Co-Op Kampagne, 2 Player Split Screen lokal |
| Blur                                              | 20                | 1                   | Bots verfügbar, 2-4 Player Versus Split Screen lokal |
| Borderlands                                       | 4                 | 1/2                 | Entweder 2 Player Split Screen lokal, oder 4 Player (1 Spieler pro Konsole) System link                                                                             |
| Call of Duty 2                                    | 16                | 1                   | |
| Call of Duty 3                                    | 24                | 4                   | |
| Call of Duty 4: Modern Warfare                    | 18                | 1                   | |
| Call of Duty: World at War                        | 18                | 1                   | 4 Player Split Screen lokal. System Link (offline) beinhaltet „Vs battle“ „Campaign Story Mode“ und „Zombies.“                                                      |
| Call of Duty: Modern Warfare 2                    | 12                | 1                   | 2 Player Split Screen Co-Op „mini-missions“ |
| Call of Duty: Black Ops                           | 18                | 2                   | 4 Player Split Screen lokal. System Link (offline) beinhaltet „Zombies“                                                                                             |
| Call of Duty: Modern Warfare 3                    | 18                | 1                   | 2 Player Split Screen oder online Co-Op „Missionen“ und survival. 4 Player Split Screen lokal.                                                                      |
| Call of Duty: Advanced Warfare                    | 18                | 1                   | 2 Player Split Screen oder online Co-Op „Missionen“ und survival. 4 Player Split Screen lokal.                                                                      |
| Call of Juarez                                    |                   | 1                   | |
| Call of Juarez: Bound in Blood                    | 12                | 1                   | |
| Civilization Revolution                           | 4                 | 1                   | |
| Colin McRae: Dirt                                 | 10?               | 1                   | |
| Colin McRae: DiRT 2                               | 8                 | 1                   | |
| Condemned 2                                       | 8                 | 1                   | |
| Crackdown                                         | 2                 | 1                   | |
| Cyber Troopers Virtual-On Force                   | 4                 | 1                   | 4 Player Split Screen lokal. 4 Player (1 Spieler pro Konsole) System Link.                                                                                          |
| Cyber Troopers Virtual-On Oratorio Tangram        | 2                 | 1                   | XBLA. Online 8 insgesamt, allerdings 2 aktive Spieler und 6 Beobachter.                                                                                             |
| Dark Sector                                       | 10                | 1                   | Bots können genutzt werden, um leere Plätze aufzufüllen |
| Dead Island                                       | 4                 | 1                   | |
| Dead Island 2                                     | 4                 | 1                   | |
| Dirt 3                                            | 8                 | 1                   | |
| Duke Nukem 3D (XBLA)                              | 2-4               | 1?                  | |
| Easy Golf                                         | 8                 | 1                   | |
| Enemy Territory: Quake Wars                       | 16                | 1                   | Bots verfügbar. |
| F1 2010                                           | 10                | 1                   | |
| F1 2011                                           |                   |                     | |
| F1 2012                                           |                   |                     | |
| F1 2013                                           | 10                | 1                   | |
| F1 2014                                           | 10                | 1                   | |
| Far Cry                                           | 16                | 1                   | |
| Far Cry 2                                         | 16                | 1                   | |
| Far Cry Instincts: Predator                       | 16                | 1                   | |
| Fatal Inertia                                     | 8                 | 1                   | Bots werden genutzt, um leere Plätze aufzufüllen |
| Fear 2: Project Origin                            | 16                | 1                   | |
| Forza Motorsport 2                                | 8                 | 1                   | 2 Player Split Screen lokal. Bots werden im System Link unterstützt. Anmerkung: Kein System Link support in Forza Motorsport 3 und Forza Motorsport 4.              |
| Frontlines: Fuel of War                           | 16                | 1                   | |
| Gears of War                                      | 8                 | 2                   | 2 Spieler pro Konsole im Deathmatch, 1 pro Konsole im Co-Op |
| Gears of War 2                                    | 10                | 2                   | Bots verfügbar. Max. 5 Spieler bei System Link im Co-Op „horde mode“                                                                                                |
| Gears of War 3                                    | 10                | 2                   | Bots verfügbar. Max. 5 Spieler bei System Link im Co-Op und 4 Spieler in der Kampagne                                                                               |
| Halo: Kampf um die Zukunft                        | 16                | 4                   | |
| Halo: Combat Evolved Anniversary                  | 16?               | 2?                  | |
| Halo 3                                            | 16                | 4                   | Bis zu 4 Spielern im Co-Op |
| Halo 3: ODST                                      | 4                 | 2                   | Bis zu 4 Konsolen bei System Link im „fire fight mode“. 2 Player Split Screen lokal                                                                                 |
| Halo: Reach                                       | 16                | 4                   | Bis zu 4 Konsolen bei System Link im „fire fight mode“. 4 Player Split Screen lokal                                                                                 |
| Halo Wars                                         | 6                 | 1                   | Max. 2 Konsolen in Co-Op Kampagne und max. 6 Konsolen in Versus |
| Halo 4                                            | 16                | 4                   | |
| Harm's Way                                        | 8                 | 4                   | Bots können genutzt werden, um leere Plätze aufzufüllen |
| Homefront                                         | 16                |                     | |
| Hour of Victory                                   |                   |                     | |
| James Bond: Ein Quantum Trost                     | 12                | 1                   | |
| Kameo: Elements of Power                          | 2                 | 1                   | |
| Kane & Lynch: Dead Men                            | 8                 | 1                   | Nur 1 Spieler pro Konsole in einem System Link Spiel. Minimum von 4 Spielern                                                                                        |
| Kane & Lynch 2: Dog Days                          | 8                 | 1                   | Nur 1 Spieler pro Konsole in einem System Link Spiel. Minimum von 4 Spielern, ausschließlich Multiplayer Games, keine Co-Op Story                                   |
| Left 4 Dead                                       | 8                 | 2                   | |
| Left 4 Dead 2                                     | 8                 | 2                   | |
| Lost Planet: Extreme Condition                    | 16                | 1                   | ausschließlich bei COLONIES EDITION |
| Lost Planet 2                                     | 16                | 1                   | Nur 1 Spieler pro Konsole in einem System Link Spiel. 2 Player Split Screen offline.                                                                                |
| Midnight Club Los Angeles                         | 16                | 1                   | |
| Monster Madness: Battle for Suburbia              | 16                | 1                   | |
| Mortal Kombat vs. DC Universe                     | 2                 | 1                   | |
| MotoGP '06                                        | 16                | 4                   | |
| MotoGP '07                                        | 16                | 1                   | 4 Player Split Screen lokal |
| MX vs. ATV Reflex                                 | 12                | 1                   | 2 Player Split Screen lokal |
| Operation Flashpoint 2: Dragon Rising             | 4                 | 1                   | 4 Player Co-Op verfügbar für die ganze Kampagne & Fire Team Engagements. 1 Spieler pro Konsole.                                                                     |
| Otomedius G                                       | 3                 | 1                   | |
| Perfect Dark Zero                                 | 32                | 4                   | |
| Portal 2                                          | 2                 | 2                   | |
| Prey                                              | 8                 |                     | |
| Project Gotham Racing 3                           | 8                 | 1                   | |
| Project Gotham Racing 4                           | 8                 | 2                   | |
| Quake 4                                           | 8                 | 1                   | |
| Quake II                                          | 16                | 4                   | |
| Race Driver: GRID                                 | 12                | 1                   | Keine setzbares Spielerlimit. Keine Bots im Multiplayer. |
| Raven Squad: Operation Hidden Dagger              | 2                 | 1                   | Komplette Kampagne spielbar in Co-Op; kein lokaler Splitscreen. |
| Red Dead Redemption                               | 8                 | 1                   | Update nötig, um System Link zu nutzen |
| Red Faction: Guerrilla                            |                   |                     | |
| Resident Evil 5                                   | 4                 | 1                   | Co-op 2 Player, Co-op 2 Players Split Screen lokal, 4 Spieler mit neuem Versus Mode (DLC)                                                                           |
| Sacred 2: Fallen Angel                            | 4                 | 2                   | Offline: 1-2, Co-Op 1-2; Online: 2-4, Co-Op 1-4. Auch bei einem Spiel über via LAN müssen beide Spieler bei Xbox Live mit einem Gold-Benutzerkonto eingeloggt sein. |
| Saints Row                                        | 12                | 1                   | |
| Saints Row 2                                      | 12                | 1                   | Co-op 2 players |
| Saints Row The Third                              | ?                 | 1                   | Co-op 2 players |
| Section 8                                         |                   |                     | |
| Shadowrun                                         | 16                | 1                   | |
| Soltrio Solitaire                                 | 2                 | 1                   | Xbox Live Arcade Spiel. |
| Stormrise                                         | 8                 | 1                   | |
| Stuntman: Ignition                                | 8                 | 2                   | Lokaler Multiplayer mit bis zu 4 Spielern |
| Tenchu Z                                          | 4                 | 1                   | |
| The Chronicles of Riddick: Assault on Dark Athena | ?                 | 1                   | |
| The Club                                          | 8                 | 1                   | |
| The Darkness                                      | 8                 | 1                   | |
| The Orange Box                                    | 16                | 1                   | Nur Team Fortress 2 |
| The Outfit                                        | 8                 | 2                   | |
| TimeShift                                         | 16                | 1                   | |
| Tom Clancy's Ghost Recon Advanced Warfighter      | 16                | 4                   | Nur first person Modus bei 2+ Spielern an einer Konsole. |
| Tom Clancy's Ghost Recon Advanced Warfighter 2    | 16                | 4                   | Nur first person Modus bei 2+ Spielern an einer Konsole. |
| Tom Clancy's HAWX                                 | 4                 | 1                   | |
| Tom Clancy's HAWX 2                               | 4                 | 1                   | |
| Tom Clancy’s Rainbow Six: Vegas                   | 16                | 1                   | 1 Spieler pro Konsole bei Xbox live |
| Tom Clancy's Rainbow Six: Vegas 2                 | 16                | 1                   | 16 Player Limit im Versus Modus und 4 Player Limit im Terrorist Hunt Modus                                                                                          |
| Tom Clancy’s Splinter Cell: Conviction            | 2                 | 1                   | |
| Tom Clancy’s Splinter Cell: Double Agent          | 6                 | 1                   | |
| Top Spin 2                                        | 4                 | x                   | |
| Top Spin 3                                        | 4                 | x                   | |
| Undertow                                          | 16                | 2                   | Nur first person Modus bei 2+ Spielern an einer Konsole. |
| Unreal Tournament 3                               | 16                | 2                   | Bots können genutzt werden, um leere Plätze aufzufüllen |
| Viva Piñata: Trouble in Paradise                  | 4                 | 1                   | |